# Metinho
Abemly Meto Silu (Matadi, 23 april 2003), voetbalnaam Metinho, is een Braziliaans-Congolees voetballer die doorgaans als middenvelder speelt. Hij wordt door Troyes AC verhuurd aan FC Basel.

## Clubcarrière
Metinho werd geboren in Congo-Kinshasa, maar verhuisde al op eenjarige leeftijd naar Brazilië. De familie installeerde zich in Cinco Bocas, een favela van Brás de Pina, een wijk van Rio de Janeiro. Via Madureira EC belandde hij bij Fluminense FC, waar hij op 7 maart 2021 zijn officiële debuut in het eerste elftal maakte: in de Campeonato Carioca, het voetbalkampioenschap van de Braziliaanse staat Rio de Janeiro, liet trainer Roger Machado hem in de 0-3-nederlaag tegen AA Portuguesa hem in de 66e minuut invallen.

### Troyes AC
In juli 2022 maakte Metinho voor vijf miljoen euro de overstap naar de Franse eersteklasser Troyes AC. In zijn debuutseizoen kwam Metinho enkel uit voor het B-elftal van de club in de Championnat National 3.

#### Lommel SK
In juni 2022 ondertekende Metinho een huurcontract van een jaar bij Lommel SK, dat net als Troyes deel uitmaakt van de City Football Group. Daar maakte hij op 12 augustus 2022 zijn officiële debuut in het eerste elftal: op de openingsspeeldag van het seizoen 2022/23 gaf trainer Steve Bould hem tegen FCV Dender EH een basisplaats. Metinho speelde in totaal 27 wedstrijden voor Lommel, waarin hij vier keer scoorde.

#### Sparta Rotterdam
In het seizoen 2023/24 werd Metinho opnieuw verhuurd. Dit keer voor één seizoen aan Sparta. In juni 2024 werd de verhuurperiode met een seizoen verlengd. In januari 2025 werd het huurcontract beëindigd. Metinho speelde in totaal 41 wedstrijden voor Sparta, waarin hij twee keer scoorde.

#### FC Basel
Eén dag na de beëindiging van het contract bij Sparta Rotterdam verhuurde Troyes AC Metinho aan FC Basel.

## Clubstatistieken
| Seizoen         | Club            | Land                 | Competitie             | Competitie | Competitie | Beker | Beker | Supercup | Supercup | Europees | Europees | Totaal | Totaal |
| Seizoen         | Club            | Land                 | Competitie             | Wed.       | Dlp.       | Wed.  | Dlp.  | Wed.     | Dlp.     | Wed.     | Dlp.     | Wed.   | Dlp.   |
| --------------- | --------------- | -------------------- | ---------------------- | ---------- | ---------- | ----- | ----- | -------- | -------- | -------- | -------- | ------ | ------ |
| 2021/22         | Troyes AC B     | Vlag van Frankrijk   | Championnat National 3 | 8          | 2          | —     | —     | —        | —        | —        | —        | 8      | 2      |
| 2022/23         | → Lommel SK     | Vlag van België      | Eerste klasse B        | 27         | 4          | 1     | 0     | —        | —        | —        | —        | 28     | 1      |
| 2023/24         | → Sparta        | Vlag van Nederland   | Eredivisie             | 25         | 2          | 2     | 0     | —        | —        | —        | —        | 27     | 2      |
| 2024/25         | → Sparta        | Vlag van Nederland   | Eredivisie             | 12         | 0          | 2     | 0     | —        | —        | —        | —        | 14     | 0      |
| 2024/25         | → FC Basel      | Vlag van Zwitserland | Super League           | 3          | 0          | 0     | 0     | —        | —        | —        | —        | 3      | 0      |
| Carrière totaal | Carrière totaal | Carrière totaal      | Carrière totaal        | 75         | 5          | 5     | 0     | 0        | 0        | 0        | 0        | 80     | 5      |

Bijgewerkt op 15 maart 2025.

## Interlandcarrière
In november 2020 werd Metinho, die nog nooit een jeugdinterland voor Brazilië had gespeeld, samen met zijn toenmalige ploeggenoot Luiz Henrique, uitgenodigd om mee te trainen met het eerste elftal van Brazilië.

## Trivia
- In oktober 2020 werd hij door de Britse krant The Guardian opgenomen in de lijst van de 60 grootste voetbaltalenten geboren in het jaar 2003.[9]